# Francesco di Cossé-Brissac
Francesco di Cossé-Brissac (Le Creusot, 19 febbraio 1929 – Charcé-Saint-Ellier-sur-Aubance, 6 aprile 2021) è stato un nobile francese, duca di Brissac e presidente del Jockey Club di Parigi.

## Biografia

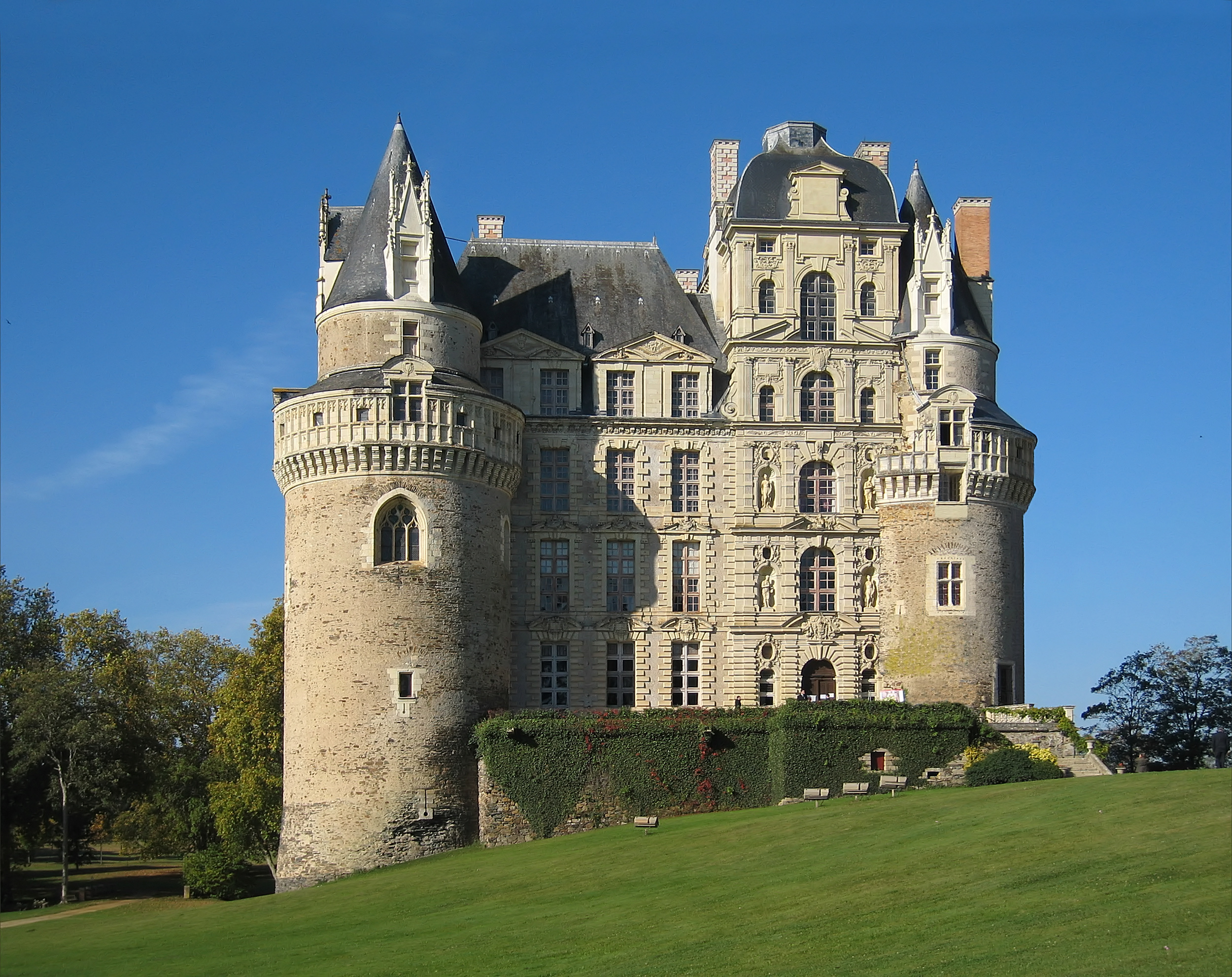
Il castello di Brissac.

Figlio di Pietro di Cossé-Brissac e Maria Antonietta Schneider, figlia dell'industriale Eugène Schneider, ha sposato nel 1958 Jacqueline de Contades, da cui ha avuto cinque figli: Agnese, Carlo Andrea, Angelica, Maria Antonietta e Pietro Emanuele.
È stato presidente del circolo aristocratico Jockey Club e gran maestro emerito dell'Ordine militare ed ospitaliero di Saint-Lazare, nonché proprietario del castello di Brissac, che cedette a suo figlio maggiore Carlo Andrea nel 1998.

## Ascendenza
|                                         |                 |                                            | Genitori                                             |  |  | Nonni |  |  | Bisnonni                             |  |  | Trisnonni                            |  |
|                                         |                 |                                            |                                                      |  |  |       |  |  | Roland de Cossé, marchese di Brissac |  |  | Timoléon de Cossé, X duca di Brissac |  |
|                                         |                 |                                            |                                                      |  |  |       |  |  | Roland de Cossé, marchese di Brissac |  |  | Timoléon de Cossé, X duca di Brissac |  |
|                                         |                 | Marguerite Le Lièvre de La Grange          |                                                      |  |  |       |  |  | Roland de Cossé, marchese di Brissac |  |  |                                      |  |
| François de Cossé, XI duca di Brissac   |                 |                                            |                                                      |  |  |       |  |  | Roland de Cossé, marchese di Brissac |  |  |                                      |  |
|                                         |                 | Jeanne Marie Say                           | Constant André Say                                   |  |  |       |  |  |                                      |  |  |                                      |  |
|                                         |                 | Jeanne Marie Say                           | Constant André Say                                   |  |  |       |  |  |                                      |  |  |                                      |  |
|                                         |                 | Jeanne Marie Say                           | Jeanne Marie Émilie Wey                              |  |  |       |  |  |                                      |  |  |                                      |  |
| Pierre de Cossé, XII duca di Brissac    |                 | Jeanne Marie Say                           |                                                      |  |  |       |  |  |                                      |  |  |                                      |  |
|                                         |                 | Emmanuel de Crussol, XII duca di Uzès      | Emmanuel de Crussol, XI duca di Uzès                 |  |  |       |  |  |                                      |  |  |                                      |  |
|                                         |                 | Emmanuel de Crussol, XII duca di Uzès      | Emmanuel de Crussol, XI duca di Uzès                 |  |  |       |  |  |                                      |  |  |                                      |  |
|                                         |                 | Emmanuel de Crussol, XII duca di Uzès      | Françoise de Talhouët-Roy                            |  |  |       |  |  |                                      |  |  |                                      |  |
| Mathilde Renée de Crussol d'Uzès        |                 | Emmanuel de Crussol, XII duca di Uzès      |                                                      |  |  |       |  |  |                                      |  |  |                                      |  |
|                                         |                 | Anne de Rochechouart de Mortemart          | Louis de Rochechouart, conte di Mortemart            |  |  |       |  |  |                                      |  |  |                                      |  |
|                                         |                 | Anne de Rochechouart de Mortemart          | Louis de Rochechouart, conte di Mortemart            |  |  |       |  |  |                                      |  |  |                                      |  |
|                                         |                 | Anne de Rochechouart de Mortemart          | Marie Clémentine de Chevigné                         |  |  |       |  |  |                                      |  |  |                                      |  |
| Francois de Cossé, XIII duca di Brissac |                 | Anne de Rochechouart de Mortemart          |                                                      |  |  |       |  |  |                                      |  |  |                                      |  |
|                                         | Henri Schneider | Eugène I Schneider                         |                                                      |  |  |       |  |  |                                      |  |  |                                      |  |
|                                         | Henri Schneider | Eugène I Schneider                         |                                                      |  |  |       |  |  |                                      |  |  |                                      |  |
|                                         | Henri Schneider | Constance Lemoine des Mares                |                                                      |  |  |       |  |  |                                      |  |  |                                      |  |
| Eugène II Schneider                     | Henri Schneider |                                            |                                                      |  |  |       |  |  |                                      |  |  |                                      |  |
|                                         |                 | Zélie Asselin                              | Louis Amédé Carbonel                                 |  |  |       |  |  |                                      |  |  |                                      |  |
|                                         |                 | Zélie Asselin                              | Louis Amédé Carbonel                                 |  |  |       |  |  |                                      |  |  |                                      |  |
|                                         |                 | Zélie Asselin                              | Marie-Eudoxie Asselin                                |  |  |       |  |  |                                      |  |  |                                      |  |
| May Schneider                           |                 | Zélie Asselin                              |                                                      |  |  |       |  |  |                                      |  |  |                                      |  |
|                                         |                 | Paul de Rafélis, marchese di Saint-Sauveur | Charles Edmond de Rafélis, marchese di Saint-Sauveur |  |  |       |  |  |                                      |  |  |                                      |  |
|                                         |                 | Paul de Rafélis, marchese di Saint-Sauveur | Charles Edmond de Rafélis, marchese di Saint-Sauveur |  |  |       |  |  |                                      |  |  |                                      |  |
|                                         |                 | Paul de Rafélis, marchese di Saint-Sauveur | Gabrielle Marie Rosalie de Bérenger                  |  |  |       |  |  |                                      |  |  |                                      |  |
| Antoinette de Rafélis de Saint-Sauveur  |                 | Paul de Rafélis, marchese di Saint-Sauveur |                                                      |  |  |       |  |  |                                      |  |  |                                      |  |
|                                         |                 | Henriette Sidonie de Gontaut-Biron         | Etienne Charles de Gontaut, marchese di Biron        |  |  |       |  |  |                                      |  |  |                                      |  |
|                                         |                 | Henriette Sidonie de Gontaut-Biron         | Etienne Charles de Gontaut, marchese di Biron        |  |  |       |  |  |                                      |  |  |                                      |  |
|                                         |                 | Henriette Sidonie de Gontaut-Biron         | Marie de Fitz-James                                  |  |  |       |  |  |                                      |  |  |                                      |  |
|                                         |                 | Henriette Sidonie de Gontaut-Biron         |                                                      |  |  |       |  |  |                                      |  |  |                                      |  |